# Peristedion nesium
Peristedion nesium är en fiskart som beskrevs av Bussing 2010. Peristedion nesium ingår i släktet Peristedion och familjen Peristediidae. Inga underarter finns listade i Catalogue of Life.